# Новоселівка (Ізюмський район)
Новосе́лівка —  селище в Україні, у Савинській селищній громаді Ізюмського району Харківської області. Населення становить 214 осіб. 

## Історія
До 2020 орган місцевого самоврядування — Веселівська сільська рада.
12 червня 2020 року, відповідно до Розпорядження Кабінету Міністрів України  № 725-р «Про визначення адміністративних центрів та затвердження територій територіальних громад Харківської області», увійшло до складу Савинської селищної територіальної громади.
19 липня 2020 року, в результаті адміністративно-територіальної реформи та ліквідації Балаклійського району, селище увійшло до складу новоутвореного Ізюмського району.

## Географія
За 2 км від селища Новоселівка знаходяться села Сухий Яр і Рідний Край. Через село протікає пересихаючий струмок, на якому зроблено кілька загат. Струмок через 10 км впадає в річку Волоська Балаклійка.
Відстань до райцентру становить майже 43 км і проходить автошляхом Р78.

## Населення

### Мова
Розподіл населення за рідною мовою за даними перепису 2001 року:
| Мова       | Кількість | Відсоток |
| ---------- | --------- | -------- |
| українська | 189       | 88.32%   |
| російська  | 25        | 11.68%   |
| Усього     | 214       | 100%     |